# Smithfield, New South Wales
Smithfield este o suburbie în Sydney, Australia.